# Идс, Джордж
Джо́рдж Ко́улман Идс III (англ. George Coleman Eads III, род. 1 марта 1967, Форт-Уэрт) — американский телеактёр. Наиболее известен по роли Николаса Стоукса в полицейской драме CBS «C.S.I.: Место преступления».

## Биография

### Ранняя жизнь и образование
Идс родился в Форт-Уэрте, однако вырос в Белтоне, штат Техас. Его отцом был Артур Коулман «Кэппи» Идс, отставной окружной прокурор; он умер 1 ноября 2011 года. Его мать зовут Вивиан Бэйкер (урожд. Атенс). У Идса есть старшая сестра Анджела Идс Текелл, юрист в Уэйко, штат Техас. Его отчимом является Дадли Бэйкер, гинеколог. Джордж окончил среднюю школу Белтона в 1985 году, а в 1989 году получил диплом маркетолога в Техасском технологическом университете. В колледже он состоял в братстве «Фи Дельта Тета». До начала карьеры актёра Идс работал агентом по продажам копировальных машин, а также продавал наборы первой помощи.

### Карьера
Чтобы начать карьеру актёра, Идс переехал в Лос-Анджелес, штат Калифорния в одолженном у отчима пикапе. В городе он мог ездить лишь днём, так как фары пикапа были разбиты. Прорывом в карьере Идса стало участие в дневной мыльной опере «Саванна». И хотя его герой погиб в первой же серии, Идс успел стать настолько популярным, что продюсеры оставили его в шоу — его герой Трэвис Петерсон появлялся во флэшбеках, а в конце концов вернули его в сериал в качестве идентичного брата-близнеца Трэвиса, Ника Корелли.
Во времена «Саванны» Идс появился в гостевой роли в «Скорой помощи», а также снялся в нескольких телефильмах, в том числе «Смерть королевы» с Ясмин Блит (1997).
В 2000 году Идс получил одну из ведущих ролей в полицейской драме CBS «C.S.I.: Место преступления», где на протяжении 15 лет исполнял роль судмедэксперта Ника Стоукса. Параллельно с «C.S.I.» Идс также снимался в телефильмах, например «Монти Уолш» (2003) и «Ивел Нивел» (2004).
В августе 2014 года ещё перед премьерой 14-го сезона «C.S.I.: Место преступления», стало известно о переговорах Идса о возможности своего ухода из шоу из-за конфликта на почве творческих разногласий со сценаристом сериала. 25 ноября того же года было официально объявлено о его уходе из шоу после завершения 15-го сезона. «C.S.I.: Место преступления» не был продлён на 16-й сезон.
В 2016 году Идс начал сниматься в роли Джека Далтона в телесериале «Новый агент Макгайвер».

### Личная жизнь
В 2011—2015 годах Идс был женат на Монике Кейси. В 2014 году у них родился ребёнок.

## Фильмография
| Год       |    | Русское название                | Оригинальное название                          | Роль |
| --------- | -- | ------------------------------- | ---------------------------------------------- | --- |
| 1994      | ф  |                                 | Dust to Dust                                   | Чёрный Волк / англ. Black Wolf                                                                                  |
| 1995—1995 | с  | Странное везение                | Strange Luck                                   | Дж.Р. Дин / англ. J.R. Dean                                                                                     |
| 1996      | тф | Самая страшная ложь             | The Ultimate Lie                               | Бен Маграт / англ. Ben McGrath                                                                                  |
| 1996      | ф  |                                 | Only in America                                | |
| 1996—1997 | с  | Саванна                         | Savannah                                       | Ник Корелли, Трэвис Питерсон / англ. Nick Corelli, Travis Peterson                                              |
| 1997      | тф | Смерть королевы                 | Crowned and Dangerous                          | Райли Бакстер / англ. Riley Baxter                                                                              |
| 1997—1998 | с  | Скорая помощь                   | ER                                             | парамедик Грег Пауэлл / англ. Paramedic Greg Powell                                                             |
| 2000      | тф | Весна                           | The Spring                                     | Гас / англ. Gus                                                                                                 |
| 2000—2000 | с  |                                 | Grapevine                                      | Тампер Кляйн / англ. Thumper Klein                                                                              |
| 2002      | тф | Обычная прогулка в парке        | Just a Walk in the Park                        | Адам Уиллингфорд / англ. Adam Willingford                                                                       |
| 2002      | тф | Второй состав                   | Second String                                  | Томми Бейкер / англ. Tommy Baker                                                                                |
| 2003      | тф | Монти Уолш                      | Monte Walsh                                    | Фрэнк 'Коротышка' Остин / англ. Frank 'Shorty' Austin                                                           |
| 2003      | ки | CSI: Crime Scene Investigation  | CSI: Crime Scene Investigation                 | криминалист Ник Стоукс (озвучка) / англ. CSI Nick Stokes (voice)                                                |
| 2004      | ки | CSI: Dark Motives               | CSI: Crime Scene Investigation — Dark Motives  | криминалист Ник Стоукс (озвучка) / англ. CSI Nick Stokes (voice)                                                |
| 2004      | тф | Ивел Нивел                      | Evel Knievel                                   | Ивел / англ. Evel                                                                                               |
| 2004—2004 | мс | Лига справедливости: Без границ | Justice League Unlimited                       | капитан Атом, Натаниэль Адамс, грабитель № 2 (озвучка) / англ. Captain Atom, Nathaniel Adams, Robber #2 (voice) |
| 2006      | ки | CSI: 3 Dimensions of Murder     | CSI: 3 Dimensions of Murder                    | криминалист Ник Стоукс (озвучка) / англ. CSI Nick Stokes (voice)                                                |
| 2007      | ки | CSI: Hard Evidence              | CSI: Crime Scene Investigation — Hard Evidence | криминалист Ник Стоукс (озвучка) / англ. CSI Nick Stokes (voice)                                                |
| 2008—2008 | с  | Два с половиной человека        | Two and a Half Men                             | Джордж / англ. George (uncredited)                                                                              |
| 2009      | ки | CSI: Deadly Intent              | CSI: Crime Scene Investigation — Deadly Intent | криминалист Ник Стоукс (озвучка) / англ. CSI Nick Stokes (voice)                                                |
| 2010      | ки | CSI: Fatal Conspiracy           | CSI: Fatal Conspiracy                          | криминалист Ник Стоукс (озвучка) / англ. CSI Nick Stokes (voice)                                                |
| 2010—2012 | мс | Юная Лига Справедливости        | Young Justice                                  | Барри Аллен, Флэш (озвучка) / англ. Barry Allen, The Flash (voice)                                              |
| 2014      | ф  | Двойная игра                    | Gutshot Straight                               | Джек / англ. Jack                                                                                               |
| 2014      | ф  | Половое воспитание              | Sex Ed                                         | Джимми / англ. Jimmy                                                                                            |
| 2000—2015 | с  | C.S.I. Место преступления       | CSI: Crime Scene Investigation                 | криминалист Ник Стоукс / англ. CSI Nick Stokes                                                                  |
| 2017      | мф |                                 | Michael Jackson's Halloween                    | Папа (озвучка) / англ. Dad (voice)                                                                              |
| 2016—2019 | с  | Новый агент МакГайвер           | MacGyver                                       | Джек Дальтон, Линкольн / англ. Jack Dalton, Lincoln                                                             |
| 2019      | ф  | Битва за Чансари                | Jangsa-ri                                      | генерал Стивенс / англ. General Stevens                                                                         |
| 2020—2021 | с  | Это мы                          | This Is Us                                     | тренер / англ. Coach                                                                                            |